# Göran Cars
Göran Cars, född 1951, är en svensk samhällsplanerare och kulturgeograf. Han är tidigare professor i samhällsplanering vid Kungliga Tekniska högskolan. Han är sedan 2009 ledamot av Ingenjörsvetenskapsakademien.

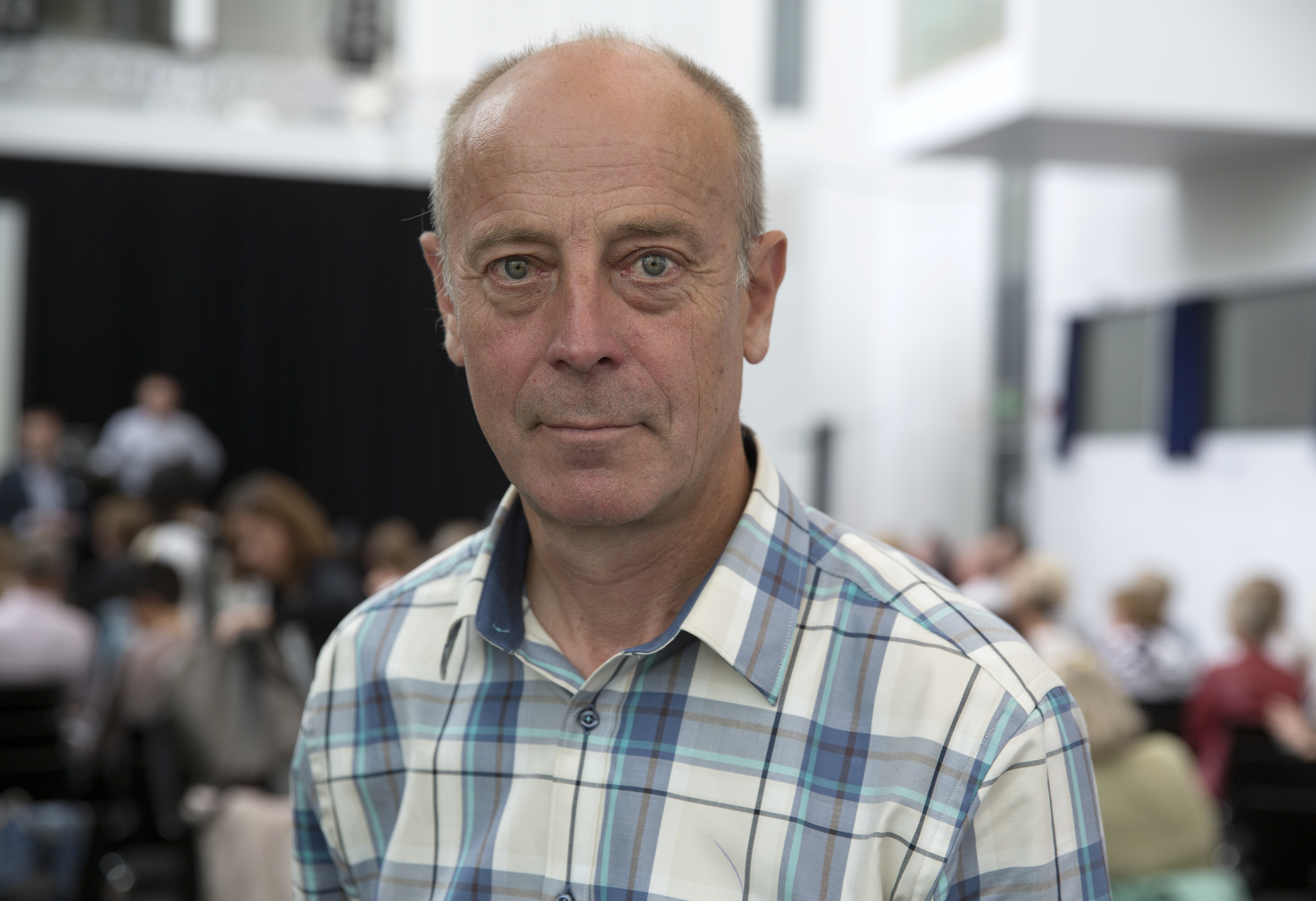